# Othmar Reichmuth
Othmar Reichmuth (Schwyz, 24 januari 1964) is een Zwitsers politicus voor Het Centrum uit het kanton Schwyz.

## Biografie

### Lokale en kantonnale politiek
Othmar Reichmuth was van 1994 tot 2002 lid van de gemeenteraad van zijn woonplaats Illgau. Van 2002 tot 2006 was hij er burgemeester. Op 13 juni 2010 werd hij als opvolger van zijn partijgenoot Lorenz Bösch verkozen als lid van de Regeringsraad van Schwyz, de kantonnale regering, een functie die hij bekleedde tussen 1 oktober 2010 en 30 juni 2020. Van juli 2016 tot juni 2018 was hij de Landammann van het kanton (de regeringsleider).

### Federale politiek
Op 24 november 2019 werd hij in de tweede ronde van de parlementsverkiezingen van dat jaar verkozen in de federale Kantonsraad als opvolger van Peter Föhn (SVP/UDC), die zich niet herverkiesbaar had gesteld. Reichmuth haalde het hierbij van Pirmin Schwander van de Zwitserse Volkspartij (SVP/UDC). Daarmee wisten Reichmuth en de CVP/PDC een Kantonsraadszetel te heroveren die de partij bij de verkiezingen van 2011 aan de SVP/UDC hadden verloren. In 2023 geraakte hij niet opnieuw herverkozen.

### Overige
Reichmuth diende als soldaat in het Zwitserse leger.